# Cölesztin
A cölesztin rombos kristályrendszerű stroncium-szulfát, fontos ipari nyersanyag magas stronciumtartalma miatt. Az üveggyártásban adalékanyagként és a kerámiaiparban mázanyagnak hasznosítják.
Kémiai összetétele:
- Stroncium (Sr) =47,7%
- Kén (S) =17,5%
- Oxigén (O) =34,8%

## Keletkezése
Hidrotermás érctelérekben kalcit és kvarc társaságában keletkezik, már magas hőmérsékleten megkezdődik kiválása.
Üledékes kőzetekben, így mészkőben is gyakran kiválik. Magas oldott sótartalmú folyadékokból a besűrűsödés során is képződik. Ércesedésekben nem meghatározó, járulékos ásvány.
Hasonló ásvány: barit

## Előfordulásai
Romániában Rézbánya (Baita) területén. Szlovákiában Úrvölgy (Špania Dolina) közelében.
Belgiumban Rochefort mellett. Németország területén Hessen tartományban Diemstadt, Sondershansen és Göttingen közelében; Észak-Rajna-Vesztfália területén Stadtberg és Waldeck városok közelében, míg Türingia
tartományban Jéna közelében és a főváros Berlin környékén. Spanyolország területén Murcia, Arneva és Alicante közelében. Olaszországban Toscanában. Agrigento környékén gipszformációkkal és Szicília szigetén. Jelentősebb előfordulások vannak Grönlandon. Angliában Bristol és Yale vidékén található. Hollandia területén Winterswijk közelében. Lengyelországban Machov és Tarnobrzg környékén találhatók előfordulásai. Törökországban Sivas közelében és Anatóliában több helyen megtalálható. Jelentősebb előfordulások vannak észak Afrika területén Algériában Marokkóban az Atlasz-hegységben és Tunéziában Hammam Zriba közelében. Oroszország területén a Volga középső szakaszához közeli területeken és Archangelesz vidékén. Az Amerikai Egyesült Államok Ohio, Michigan és Texas szövetségi államokban. Mexikóban Masquiz és Couhulla területén fordul elő jelentősebb mennyiségben.
Kísérő ásványok: gipsz, kalcit, aragonit, galenit, kalkopirit és pirit.
Gyöngyösoroszi ércbánya Tölgyes-Keresztes elnevezésű telérrendszere nagy mennyiségű baritot tartalmaz, ahol megjelent a cölesztin is kékes átlátszó kristályhalmazokban. Ugyanitt más telér-részekben több helyen gipsz kristályokkal leveles, táblás cölesztin előfordulást is találtak. Eplényben a bauxit előfordulás alunit fészkei tartalmaznak cölesztin kristályokat. Zsámbék közelében mélyfúrással tártak fel besűrűsödéses (evaporitos) képződményeket, melyek a  gipsz kristályok és a  cölesztin mellett barit tartalmúak.

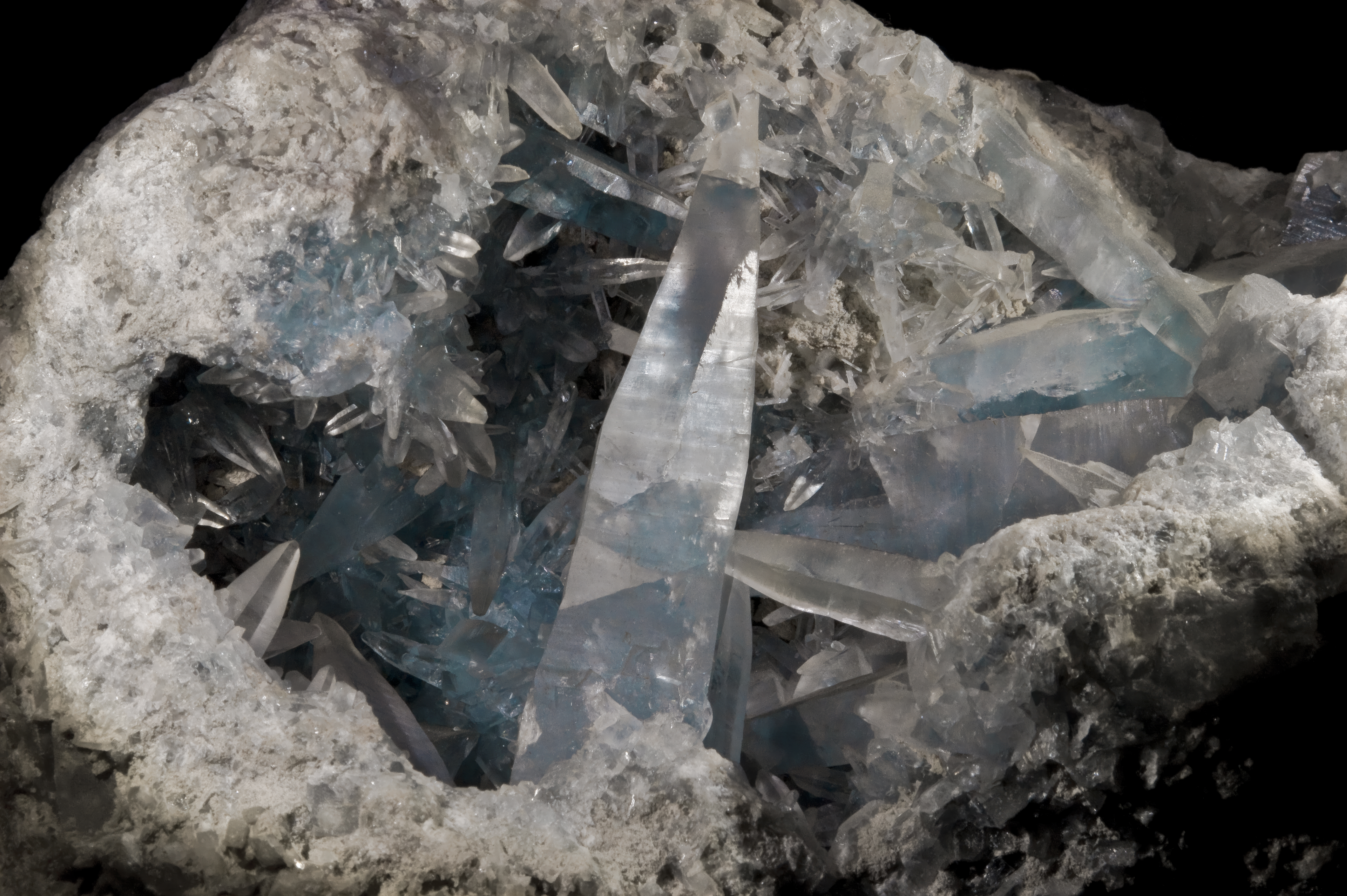
Cölesztin kristályhalmaz